# Редмен, Билли
Уи́льям Ре́дмен (англ. William Redman; 29 января 1928 — декабрь 1994), также известный как Би́лли Ре́дмен (англ. Billy Redman) — английский футболист, выступавший на позиции крайнего защитника.

## Биография
Билли Редмен подписал любительский контракт с «Манчестер Юнайтед» ещё в июне 1944 года. В ноябре 1946 года подписал профессиональный контракт с клубом. В 1946 году был включён в заявку на матч против «Портсмута», однако тот матч был перенесён, и дебют Редмена в основном составе случился только четыре года спустя. Произошло это 7 октября 1950 года в матче против «Шеффилд Уэнсдей». В первой половине сезона 1950/51 почти не попадал в состав из-за конкуренции с Джоном Астоном, но когда Астон начал играть на позиции центрфорварда, Редмен начал играть регулярно. Это продлилось со второй половины сезона 1950/51 по первые четыре месяца сезона 1951/52. После двух подряд поражений от «Челси» и «Портсмута» 10 и 17 ноября 1951 года соответственно, Мэтт Басби вывел Редмена из основного состава, заменив его юным Роджером Берном. В итоге именно Берн выиграл конкуренцию у Редмена за место в основном составе «Манчестер Юнайтед».
В сезоне 1951/52 Редмен сыграл в 18 матчах чемпионата, в котором «Манчестер Юнайтед» занял первое место. В общей сложности Билли Редмен провёл за команду 38 официальных матчей.
В июне 1954 года перешёл в клуб «Бери», в котором выступал на протяжении двух сезонов, сыграв 37 матчей и забив 1 мяч. Затем играл за «Бакстон».
Умер в декабре 1994 года.

## Достижения
Манчестер Юнайтед
- Чемпион Первого дивизиона: 1951/52
- Второе место в Первом дивизионе: 1950/51

## Статистика выступлений
| Клуб              | Сезон            | Лига | Лига | Кубок Англии | Кубок Англии | Итого | Итого |
| Клуб              | Сезон            | Игры | Голы | Игры         | Голы         | Игры  | Голы  |
| ----------------- | ---------------- | ---- | ---- | ------------ | ------------ | ----- | ----- |
| Манчестер Юнайтед | 1950/51          | 16   | 0    | 2            | 0            | 18    | 0     |
| Манчестер Юнайтед | 1951/52          | 18   | 0    | 0            | 0            | 18    | 0     |
| Манчестер Юнайтед | 1952/53          | 1    | 0    | 0            | 0            | 1     | 0     |
| Манчестер Юнайтед | 1953/54          | 1    | 0    | 0            | 0            | 1     | 0     |
| Манчестер Юнайтед | Итого            | 36   | 0    | 2            | 0            | 38    | 0     |
| Бери              | 1954/55          | 19   | 0    | 0            | 0            | 19    | 0     |
| Бери              | 1955/56          | 18   | 1    | 0            | 0            | 18    | 1     |
| Бери              | Итого            | 37   | 1    | 0            | 0            | 37    | 1     |
| Всего за карьеру  | Всего за карьеру | 73   | 1    | 2            | 0            | 75    | 1     |